# レナン・バルディーニ・ブレッサン
レナン・バルディーニ・ブレッサン（ベラルーシ語: Рэнан Бардзіні Брэссан, ポルトガル語: Renan Bardini Bressan, 1988年11月3日 - ）は、ブラジル・サンタカタリーナ州トゥバロン出身のベラルーシ代表サッカー選手。ECジュヴェントゥージ所属。ポジションは攻撃的MF。

## クラブ歴
2007年4月、ベラルーシのFCホメリへ加入。2010年1月28日に強豪のFC BATEボリソフにクラブ初のブラジル人として移籍。移籍初年度の2010シーズンではベラルーシ・プレミアリーグで15得点を挙げ得点王を獲得し、最優秀MFに選定された。
2012年10月2日、ホームで行われたUEFAチャンピオンズリーググループリーグ第2戦・FCバイエルン・ミュンヘン戦では後半のアディショナルタイムに得点を挙げ3-1での勝利に貢献した。
2012年11月下旬、ロシア・プレミアリーグ所属のFCアラニア・ウラジカフカスと契約の合意に達した。10月17日、クラブの給与未払いを理由に契約破棄を表明した。
2014年1月15日にカザフスタンのFCアクトベと2年契約を締結するが、3週間後にクラブとの双方合意に基づき契約解除となった。2月10日にFCアスタナへ加入し、半年間プレーした。
8月2日、プリメイラ・リーガのリオ・アヴェFCへ2年契約で移籍。同月24日のGDエストリル・プライア戦では1試合4アシストを記録し、チームを5-1の勝利に導いた。
2016-17シーズンよりキプロスのAPOEL FCと2年契約を締結。2016年7月19日のUEFAチャンピオンズリーグ予選・ザ・ニュー・セインツFC戦で、トーマス・クリスティアンセン監督により途中投入され加入後初出場となった。11月6日のカルミオティッサFCで前半19分にファクンド・ベルトグリオとの交代でピッチに立つと、自身移籍後初得点を含む1ゴール1アシストを記録し4-1での勝利に貢献した。
2017年1月12日、GDシャヴェスと契約し半年でポルトガルへ復帰。シーズン後半戦で公式戦合計18試合出場5得点の結果を収め、5月に3年間の契約延長が発表された。2018-19シーズンを終えると友好的な形でクラブとの契約を打ち切った。
2019年9月にブラジル・セリエBのクイアバECへ加入し、13年振りに母国リーグへ舞い戻る。しかしデビュー前のトレーニング中に膝を負傷したこともあり、シーズン終盤3試合の出場に留まった。2020年2月3日にパラナ・クルーベへ移籍すると、レギュラーとしてシーズン30試合以上でプレー。しかしクラブはリーグ18位に沈み、セリエCへの降格が決定する。2021年2月に放出され、セリエA昇格組であるECジュヴェントゥージへ加入した。

## 代表歴
2009年7月「ベラルーシ代表でプレーする準備が出来ている」とインタビューで語った。2010年12月中旬にベラルーシ国籍を取得。2012年2月29日、モルドバとの親善試合でベラルーシ代表デビューを果たした。2012年8月15日、アルメニアとの試合でA代表初ゴールを記録した。
ロンドンオリンピックではU-23代表に選出され、2012年7月29日に行われた母国ブラジルとの試合には3-1で敗れたものの、前半8分に得点を挙げた。

### 代表での得点
|    | 開催年月日     | 開催地   | 対戦国     | スコア | 試合概要                                |
| -- | -------------- | -------- | ---------- | ------ | --------------------------------------- |
| 1. | 2012年8月15日  | エレバン | アルメニア | 1 – 2  | 親善試合                                |
| 2. | 2012年8月15日  | エレバン | アルメニア | 1 – 2  | 親善試合                                |
| 3. | 2012年10月16日 | ミンスク | ジョージア | 2 – 0  | 2014 FIFAワールドカップ・ヨーロッパ予選 |

## タイトル
クラブ
BATEボリソフ
- ベラルーシ・プレミアリーグ : 2010, 2011,2012
- ベラルーシ・カップ : 2009-10
- ベラルーシ・スーパーカップ（英語版）: 2010, 2011

アスタナ
- カザフスタン・プレミアリーグ : 2014

個人
- ベラルーシ・プレミアリーグ得点王 : 2010（15得点）, 2011（13得点）
- ベラルーシ年間最優秀サッカー選手賞 : 2012